# Bryn Mawr
Bryn Mawr es una localidad en el condado de Montgomery en el estado estadounidense de Pensilvania. En 2010 tenía una población de 3.779 habitantes.

## Educación
En Bryn Mawr hay dos universidades: el Bryn Mawr College y el Harcum College:
- Bryn Mawr College

Se trata de una pequeña universidad liberal en la que ofrecen doctorados en arte para las mujeres. Mujeres famosas han pasado por allí como la actriz Katharine Hepburn o la poeta Marianne Moore. También dio clases allí, y allí falleció, la matemática Emmy Noether. El filósofo de origen español José Ferrater Mora fue conferenciante ("lecturer") entre 1949 y 1950, Profesor Asociado de Filosofía ("Associate Professor of Philosophy") de 1950 a 1955, y Profesor ("Professor") de Filosofía de 1955 a 1980.
- Harcum College

Es una universidad privada.
Para los pequeños, existen cuatro escuelas de primaria: el Achievement House Cs, el Coopertown El SCH (preescolar), el Harriton SHS y el Ithan El SCH (preescolar).

## Religión
Bryn Mawr tiene una cuantas decenas de iglesias entre las que destaca la church of the redeemer cemetery. En esa iglesia están enterrados los Thayer. John B. Thayer era el presidente de los ferrocarriles de Pensilvania y junto a su mujer y su joven hijo de diecisiete años Jack, subieron en 1912 al Titanic. El señor Thayer falleció, pero su mujer y su hijo consiguieron salvarse. El joven Jack murió en 1945 y fue enterrado en Bryn Mawr.

## Iglesias de Bryn Mawr
- The church of Redeemer
- The Bryn Mawr presbiterian church
- American Missionary Fellowship
- Sisters Of St Joseph
- Sisters Of The Holy Child Jesus
- Our Mother of Good Counsel
- Sisters Of The Holy Child Jesus